# Ю (телеканал)
«Ю» — российский телеканал, входящий в группу компаний «Национальная Медиа Группа». Запущен 16 сентября 2012 года на частоте телеканала «МУЗ» под его прежним юридическим лицом («ТВ Сервис»).
В апреле 2013 года «ЮТВ Холдинг» объявил о репозиционировании телеканала «Ю» как «телеканала для девушек». В конце 2019 года телеканал «Ю» вошёл в группу компаний «МЕДИА1» вместе с «МУЗ-ТВ», телеканалом «Солнце» (ранее Канал Disney), сетью региональных станций «Выбери Радио» и оператором наружной рекламы Gallery.

## История

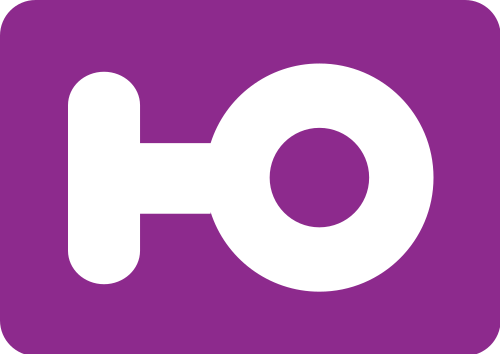
Логотип канала с 2012 по 2015 год

26 июля 2012 года появилась информация, что «Муз-ТВ» может быть преобразован (фактически разделён на два канала). 31 июля и 1 августа «ЮТВ Холдинг» опубликовал пресс-релизы о ребрендинге канала «Муз-ТВ» в «Ю» и запуске «Муз-ТВ» как нового музыкального канала с прежним названием. 16 сентября в 12:00 произошёл запуск канала «Ю». В это же время начал вещать телеканал «Муз-ТВ», переехав на другую частоту. Канал был запущен в сентябре 2012 года с баинговой аудиторией «мужчины и женщины 11-34 лет». 15 апреля 2013 года «Ю» изменил позиционирование и стал единственным в России эфирным каналом для девушек. Также было изменено графическое оформление канала.
25 июня 2013 года канал «Ю» начал трансляцию программ телеканала MTV. Это стало возможным благодаря соглашению, заключённому между компаниями Paramount International Networks и «ЮТВ Холдинг», по условиям которого на «Ю» должны быть показаны программы «Правда жизни», «Беременна в 16», «Невозможное возможно», «Захотели — похудели» и сериал «Недоуспешные».
10 октября 2013 года канал «Ю» объявил о смене в 2014 году своей целевой аудитории — на женщин в возрасте 14—39 лет. Тем самым в эфире увеличилось число латиноамериканских сериалов и советских фильмов.

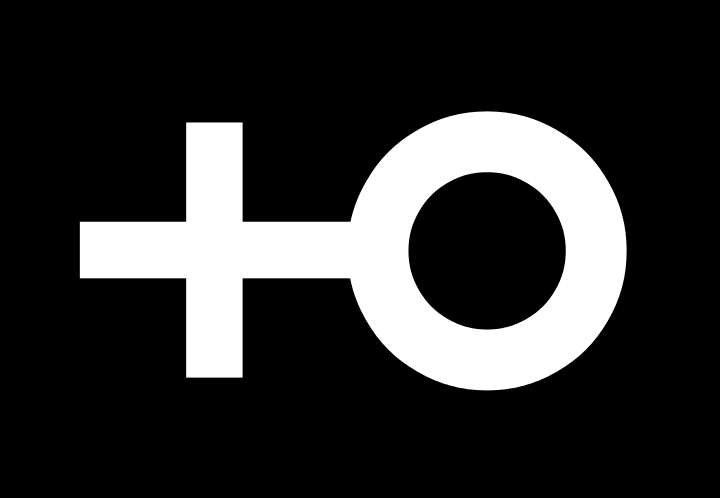
Логотип канала с 2015 по 2018 год

1 июня 2015 года телеканал сменил концепцию на телеканал про женщин, сменил логотип и запустил новые программы. Генпродюсер канала Дмитрий Табачник говорил о стремлении «привлечь более взрослую часть аудитории (женщины 25-34 лет) внутри целевой и баинговой аудитории (женщины 14-39 лет)», что объяснялось «требованиями рекламного рынка». Помимо этого, на телеканале стали более активно транслироваться украинские и американские реалити-шоу. Украинские передачи телеканал приобретает, в основном, у активов медиагруппы StarLightMedia Виктора Пинчука — «Нового канала», СТБ и ICTV.
С 2017 года канал «Ю» стал ориентироваться на баинговую аудиторию более старшего возраста — на женщин в возрасте 14-44 лет. Слоган канала — «Всё начинается с мечты». Логотип канала стал более женским, похожим на «Зеркало Венеры».
Осенью 2018 года канал «Ю» сделал основной акцент на линейке «Время реалити» и стал показывать в своем эфире больше реалити-шоу. Изменился и логотип канала, который стал более объёмным и к нему добавился баббл.
Весна 2019 — новый слоган канала «Реалити каждый день».
В конце 2019 года телеканал «Ю» вошёл в группу компаний «Медиа-1» вместе с «Муз-ТВ», телеканалом «Солнце» (до 14 декабря 2022 года — «Канал Disney»), сетью региональных станций «Выбери Радио» и оператором наружной рекламы Gallery.
26 февраля 2020 года в 5:00 телеканал перешёл на формат вещания 16:9.
С 16 апреля 2020 года телеканал временами останавливает аналоговое эфирное вещание на 51 ТВК в Москве, при этом сохраняя подобный формат трансляции в некоторых регионах России. С 1 мая 2023 года телеканал снова осуществляет аналоговое вещание в Москве на 51 ТВК.

## Руководство

### Действующие должности

#### Генеральные директора
- Андрей Димитров (2012—2013, 2014—2016)
- Рубен Оганесян (2013—2014)
- Наталья Радько (с 2019)

С 2016 по 2019 год руководство юридическим лицом АО «ТВ Сервис» вместо генерального директора осуществляла компания «ЮТВ-Медиа».

### Упразднённые должности

#### Исполнительный директор
- Наталья Радько (2016—2019)[15]

#### Генеральный продюсер
- Дмитрий Табачник (16 декабря 2014[16] — декабрь 2016[17])

## Программы

### Актуальные (собственное производство)
- С 26 февраля 2018 года по настоящее время — «Обмен жёнами. Русский сезон».
- Со 2 апреля 2018 года по настоящее время — «Моя свекровь — монстр».
- С 4 октября 2018 года по настоящее время — «Дорогая, я забил».
- С 26 февраля 2019 года по настоящее время — «Обмен домами. Русский сезон».
- С 27 февраля 2019 года по настоящее время — «Мама в 16» (ранее — «Беременна в 16. Русский сезон»).
- С 1 апреля 2019 года по настоящее время — «Я стесняюсь своего тела. Русский сезон».
- С 19 апреля 2021 года по настоящее время — «Дом-2». (ранее на ТНТ)
- С 9 сентября 2021 года по настоящее время — «Чадо из ада».
- 1 марта 2022 года; С 4 сентября 2023 года по настоящее время — «Статус: неравный брак».
- Со 2 марта 2022 года по настоящее время — «Беременна в 45».
- С 3 марта 2022 года по настоящее время — «Ждули».
- С 7 октября 2022 года по настоящее время — «Супермама».
- С 27 февраля 2023 года по настоящее время — «Будни роддома».
- С 3 марта 2023 года по настоящее время — «Селянка-горожанка» (ранее — «Барышня-крестьянка. Россия»).
- С 9 сентября 2023 года по настоящее время — «Жизнь после шоу. Б16».
- С 16 декабря 2024 года по настоящее время — «Рецепт по обмену».
- С 27 февраля 2025 года по настоящее время — «Беременна по обману».
- С 31 марта 2025 года по настоящее время — «Свадебный размер».
- С 30 июня 2025 года по настоящее время — «Неотложка».
- С 15 июля 2025 года по настоящее время — «Моя свадьба лучше!».

### Архивные
- С 16 сентября 2012 по 27 декабря 2019 — «В теме».
- С 16 сентября 2012 по 15 марта 2013 — «10 поводов влюбиться». (ранее на «Муз-ТВ»)
- С 16 сентября 2012 по 28 декабря 2014 — «Топ-модель по-русски». (ранее на «Муз-ТВ», позже на ТНТ — под названием «Ты — топ-модель»)
- С 16 сентября 2012 по 31 декабря 2019 — «Популярная правда». (ранее на «Муз-ТВ»)
- С 17 сентября 2012 по 29 декабря 2015 — «Стилистика. Новости моды». (ранее на «Муз-ТВ»)
- С 17 сентября 2012 по 15 марта 2013 — «Соблазны с Машей Малиновской». (ранее на «Муз-ТВ»)
- С 22 сентября по 30 декабря 2012 — «Детская десятка с Яной Рудковской». (ранее на «Муз-ТВ»)
- С 22 сентября 2012 по 30 апреля 2018 — «Посольство красоты». (ранее на «Муз-ТВ»)
- С 22 сентября по 22 декабря 2012 — «Счастье! Видеоверсия». (ранее на ТНТ и «Муз-ТВ» под названием «Cosmopolitan. Видеоверсия»)
- С 24 сентября 2012 по 4 марта 2013 — «КиноблоГГ с Валерией Гай Германикой».
- С 27 октября 2012 по 30 декабря 2020 — «Europa Plus чарт». (ранее и сейчас на «Муз-ТВ»)
- С 3 ноября по 15 декабря 2012 — «Точка Ю».
- С 11 ноября 2012 по 15 декабря 2013 — «Школа музыки». (вместе с «Муз-ТВ»)
- Со 2 января по 17 февраля 2013 — «Брак или никак».
- С 13 по 27 января 2013 — «Операция „Мультипликация“».
- С 27 января по 10 февраля 2013 — «За гранью реальности».
- С 12 февраля по 15 марта 2013 — «Идеальное предложение».
- С 18 марта по 27 апреля 2013 — «Караоке Киллер».
- С 25 марта по 17 мая 2013 — «Кто сверху?».
- С 17 августа 2013 по 23 марта 2014 — «Кот-парад».
- С 7 сентября по 9 ноября 2013 — «Навылет».
- С 7 сентября 2013 по 14 октября 2018 — «Starbook».
- С 15 сентября 2013 по 19 января 2014 — «Советы от Светы».
- С 23 сентября 2013 по 23 мая 2014 — «#яправа».
- С 3 по 17 марта 2014 — «Готов на всё».
- С 17 марта по 18 апреля 2014 — «Почему он…?».
- С 19 мая по 7 июня 2014 — «Понять психологиЮ».
- С 28 июня по 22 ноября 2014 — «#девочкитакиедевочки».
- С 29 июня по 27 декабря 2014 — «Звёзды без пафоса».
- С 11 по 27 августа 2014 — «Моя „прекрасная“ свадьба».
- С 5 октября по 23 ноября 2014 — «Киндер-парад».
- С 10 ноября 2014 по 1 октября 2015 — «Люди».
- Со 2 февраля по 3 марта 2015 — «Барышня-крестьянка. Русско-украинский сезон».
- С 28 марта по 26 апреля 2015 — «Русский балет».
- С 17 октября по 26 декабря 2015 — «Самая прекрасная женщина»
- С 24 октября по 26 декабря 2015 — «#всёпросто».
- С 5 июня 2016 по 16 июня 2019 — «В стиле».
- С 24 июля по 28 августа 2016 — «Селфи».
- С 25 по 28 июля 2016 — «Анфиса в стране чудес».
- С 18 сентября по 25 декабря 2016 — «Едим для вас».
- С 9 октября по 18 декабря 2016 — «Можно всё!».
- С 16 октября 2016 по 12 мая 2017 — «Спасите моего ребёнка».
- С 26 октября по 18 декабря 2016 — «Научи жену рулить».
- С 5 февраля по 11 ноября 2017 — «Борщ шоу».
- С 5 марта по 23 июля 2017 — «Диета для бюджета».
- С 29 мая по 16 июня 2017 — «Одержимые».
- С 3 сентября по 17 декабря 2017 — «Новая Фабрика звёзд». (вместе с «Муз-ТВ»)
- С 18 сентября 2017 по 30 марта 2018 — «Угадай мой возраст».
- С 13 октября по 17 декабря 2017 — «Беременный папа».
- С 25 ноября 2017 по 4 мая 2018 — «Папочка и мамочки».
- Со 2 по 17 декабря 2017 — «Особенности национальной интуиции».
- С 22 по 29 декабря 2017 — «Чародеи».
- 1 января 2018 — «Люба и Аркаша».
- С 19 марта 2018 по 30 мая 2019 — «Одинокий папа мечтает познакомиться».
- С 9 апреля по 10 июня 2018 — «Угадай мою пару».
- С 14 апреля по 1 декабря 2018 — «Миллионер на выданье».
- С 16 апреля по 18 декабря 2018 — «Женись на мне».
- С 4 по 18 июня 2018 — «Сборная жён. Футболисты».
- С 1 октября 2018 по 29 ноября 2019 — «Немножко разведены».
- С 5 октября 2018 по 20 ноября 2019 — «Мама дорогая!».
- С 7 октября по 10 декабря 2018 — «Что для тебя лучше».
- С 1 марта по 25 мая 2019 — «Ювелир».
- С 29 марта 2019 по 23 февраля 2021 — «Измены».
- С 22 февраля по 12 декабря 2020 — «Модель XL».
- С 6 по 30 мая 2020 — «ФитоУтро».
- С 8 по 12 июня 2020 — «Мой лучше».
- С 16 октября по 29 декабря 2020 — «Два шефа из корзины».
- С 24 октября 2020 по 21 декабря 2022 — «За кадром. Б16».
- Со 2 марта 2021 по 11 марта 2022 — «Няня особого назначения».
- С 13 марта по 15 мая 2021 — «Битва за тело».
- С 6 сентября по 25 октября 2021 — «Моя маленькая странность».
- С 10 сентября 2021 по 31 октября 2022 — «Маленькие».
- С 27 сентября 2021 по 13 ноября 2022 — «Реальный хит-парад».
- С 9 октября по 25 декабря 2021 — «Шопоголики».
- С 25 октября по 24 декабря 2021 — «Гости и прочие неприятности».
- С 14 марта по 25 апреля 2022 — «Мои одинаковые дети».
- С 3 октября по 12 декабря 2022 — «Непыльный вопрос».
- С 10 по 30 декабря 2022 — «МечтаЮ».
- С 3 марта по 22 апреля 2023 — «Гуру кухни».
- С 5 сентября по 24 октября 2023 — «Зови меня мамой».
- С 8 сентября по 13 октября 2023 — «Грешницы на перевоспитании».
- С 9 октября по 4 декабря 2023 — «Голодным не смотреть».
- С 8 июня по 24 августа 2024 — «Метод».
- С 6 сентября по 15 ноября 2024 — «Бывшие 2.0».
- С 25 января по 12 апреля 2025 — «Шоу Доктора Зубаревой».
- С 3 по 18 мая 2025 — «Вкус по обману».
- С 26 мая по 19 июня 2025 — «Разводы».

- С 17 сентября 2012 по 8 сентября 2014 — «Кто всех круче в Голливуде». (повтор с «Муз-ТВ»)
- С 17 сентября 2012 по 3 апреля 2015 — «Косметический ремонт. Русская версия» (повтор с «Муз-ТВ»)
- С 17 сентября 2012 по 18 июля 2014 — «Реальная любовь». (повтор с «Муз-ТВ»)
- С 17 сентября 2012 по 30 апреля 2013 — «Sех-битва по-русски». (повтор с «Муз-ТВ»)
- С 17 по 28 сентября 2012 — «Испытание верности». (повтор с «Муз-ТВ»)
- С 17 по 28 сентября 2012 — «Французский поцелуй». (повтор с «Муз-ТВ»)
- С 1 по 11 октября 2012 — «Любовные игры». (повтор с «Муз-ТВ»)
- Со 2 октября 2012 по 18 мая 2013 — «Безумно красивые». (повтор с «Муз-ТВ»)
- С 5 октября 2012 по 17 февраля 2013 — «Лаборатория чувств». (повтор с «Муз-ТВ»)
- С 12 ноября 2012 по 30 января 2014 — «Горячие мамочки» (повтор с «Муз-ТВ»)
- С 9 января 2013 по 4 апреля 2014 — «Знакомство с родителями». (повтор с «Муз-ТВ»)
- С 1 февраля по 11 марта 2016 — «Семейные драмы». (повтор с «РЕН ТВ»)
- С 3 мая по 16 июня 2017 — «Любовь 911». (повтор с «РЕН ТВ»)
- С 18 июня по 1 августа 2018 — «Взвешенные люди» (повтор с «СТС»)
- С 19 июля по 13 августа 2021 — «Не ври мне!». (повтор с «РЕН ТВ»)
- С 27 января по 6 февраля 2025 — «Рублёво-Бирюлёво». (повтор с телеканала «Домашний»)
- «Конвейер любви» (повтор с «Муз-ТВ»)
- «Танцуй» (повтор с «Муз-ТВ»)

- С 16 сентября 2012 по 3 февраля 2013 — «Богиня шопинга»
- С 29 сентября 2012 по 3 июня 2016 — «Королевы бала»
- С 8 июня 2015 по 20 января 2023 — «Папа попал»
- С 5 октября 2015 по 18 ноября 2022 — «Дорогая, мы убиваем детей» (с 17 мая 2021 года — под названием «Помогите, у меня трудный ребёнок»)
- С 25 января по 2 ноября 2016 — «Спасите нашу семью»
- С 20 сентября 2020 по 25 февраля 2022 — «Другая битва экстрасенсов»
- «Барышня-крестьянка»
- «Беременна в 16»
- «Беременна в 16: Дочки-матери»
- «Битва диет»
- «Бывшие»
- «Верните мне красоту»
- «Давай поговорим о сексе»
- «Детектор лжи»
- «За живое»
- «Любовь на выживание»
- «МастерШеф»
- «МастерШеф. Дети»
- «Миссия: красота»
- «Модель XL»
- «Научите нас жить»
- «Обмен жёнами»
- «Реальная мистика»
- «Свадебные битвы»
- «Свадьба вслепую»
- «Свидание с будущим»
- «Сердца трёх»
- «Супербабушка»
- «Супержена»
- «Супермама»
- «Супермодель по-украински»
- «Фермер ищет жену»
- «Я стесняюсь своего тела»

- С 17 сентября 2012 по 3 апреля 2015 — «Косметический ремонт»
- С 17 сентября 2012 по 27 сентября 2019 — «Топ-модель по-американски»
- С 17 сентября 2012 по 12 ноября 2017 — «Адская кухня»
- С 17 сентября 2012 по 31 января 2018 — «Фактор страха»
- С 17 сентября 2012 по 21 февраля 2018 — «Смеха ради»
- С 18 сентября 2012 по 26 февраля 2016 — «Платье на счастье»
- С 18 сентября 2012 по 28 ноября 2014 — «Кошмары на кухне»
- С 22 сентября 2012 по 21 ноября 2014 — «Гок Всемогущий»
- С 6 октября 2012 по 26 января 2014 — «Playboy. Мировые красотки»
- С 3 февраля 2014 по 31 июля 2015 — «Проект Подиум»
- С 3 апреля по 19 мая 2017 — «Правила моей кухни»
- «5 кг до идеала»
- «Playboy. Разденьте девушку»
- «Sex-битва»
- «Беременна в 16»
- «Битва диет»
- «Битва поваров. Дети против взрослых»
- «Большой Кэш»
- «Вся правда о еде»
- «Гонка на миллион»
- «Два центнера любви»
- «Женщины в опасном положении»
- «Жиголо»
- «Истории из роддома»
- «Кошмарные татуировки»
- «Кошмары в отеле»
- «Любовь с первого лайка»
- «МастерШеф»
- «МастерШеф. Дети»
- «Мисс Детсад»
- «Модельный ряд»
- «Моё странное увлечение»
- «Моя необычная беременность»
- «Моя собака топ-модель»
- «Моя соседка — медиум»
- «Мы с тобой одной крови»
- «На мели»
- «Няня 911»
- «О еде без цензуры»
- «Обмен домами»
- «Осторожно, злая невеста!»
- «Осторожно, мимими!»
- «Парни на выбор»
- «Помешанные на чистоте»
- «Правда жизни»
- «Самая опасная и полезная еда в мире»
- «Сбросить лишний вес»
- «Свадебная талия»
- «Супермодель тридцать плюс»
- «Суперняня»
- «Твоё тело»
- «Твоя мама — монстр»
- «Топ Шеф»
- «Топ Шеф. Десерты»
- «Убийцы в сети»
- «Уловки магазинов»
- «Уловки ресторанов»
- «Холостяк по-американски»
- «Хочу танцевать»
- «Хочу танцевать. Дети»
- «ХудойТолстыйХудой»
- «Худшие татуировки Америки»
- «Худший повар Америки»
- «Школа папаш»
- «Экстремальное преображение»
- «Я была толстой»
- «Я не знала, что беременна»
- «Я стесняюсь своего тела»

### Новогодние проекты
- 31 декабря 2012 — «Happy Ю Year» и «Караоке MIX от Европа Плюс Чарт»
- 31 декабря 2013 — «Новогодний Кот-парад» и «Котики встречают год лошади»
- 31 декабря 2014 — «Супердискотека 90-х радио Рекорд»
- 31 декабря 2016 — «Хиты новогоднего стола»
- 31 декабря 2017 — «Кот-парад»
- 31 декабря 2018 — «Новогодний Свин-парад» и «Кот-парад»
- 31 декабря 2019 — «Популярная правда», «Кидс-парад» и «Кот-парад»
- 31 декабря 2020 — «Кидс-парад»
- 31 декабря 2021 — «Новогодний Дом-2. Новая любовь»
- 31 декабря 2022 — «Кот-парад»
- 31 декабря 2023 — марафон сериала «Клон» и мультсериала «Маша и медведь»
- 31 декабря 2024 — марафон мультсериала «Маша и медведь»

## Телесериалы
- С 5 декабря 2012 по 22 декабря 2013 года транслировался телесериал «Тайный дневник девушки по вызову». (Великобритания)
- С 3 февраля по 27 мая 2018 года транслировался телесериал «Комиссар Рекс». (Германия, Австрия, Италия)

- С 16 сентября 2012 по 5 декабря 2014 года транслировался телесериал «Роковые красотки».
- С 17 сентября 2012 по 31 октября 2014 года транслировался телесериал «Зачарованные».
- С 1 по 8 января 2013 года транслировался телесериал «Безумная любовь».
- С 16 января 2013 по 15 февраля 2015 года транслировался телесериал «Тайны Смолвиля».
- С 25 февраля 2013 по 11 июня 2014 года транслировался телесериал «Говорящая с призраками».
- С 15 апреля 2013 по 14 августа 2019 года транслировался телесериал «Дурнушка».
- С 1 июля 2013 по 11 июля 2014 года транслировался телесериал «Беверли-Хиллз, 90210».
- С 30 сентября 2013 по 6 марта 2015 года транслировался телесериал «Анатомия страсти».
- С 5 ноября 2013 по 28 ноября 2014 года транслировался телесериал «Сабрина — маленькая ведьма».
- С 1 по 29 января 2014 года транслировался телесериал «Одиссея 5». (Канада)
- С 30 января по 28 февраля 2014 года транслировался телесериал «Защитник».
- С 3 февраля по 21 марта 2014 года транслировался телесериал «Баффи — истребительница вампиров».
- С 25 августа 2014 по 11 января 2015 года транслировался телесериал «Месть».
- С 20 сентября 2014 по 8 января 2015 года транслировался телесериал «Царство».
- С 29 сентября по 2 октября 2014 года транслировался телесериал «Бухта Доусона».
- С 22 июня по 17 июля 2015 года транслировался телесериал «Кто такая Саманта?».
- С 11 апреля 2016 по 25 декабря 2022 года транслировался телесериал «Мыслить как преступник».
- С 15 августа 2016 по 12 мая 2019 года транслировался телесериал «Хорошая жена».
- С 1 по 27 января 2017 года транслировался телесериал «Мастера секса».
- С 1 по 5 января 2018 года транслировался телесериал «Приманка».

- С 8 декабря 2014 по 19 октября 2015 года транслировался телесериал «Как назвать эту любовь?».
- С 20 октября по 25 декабря 2015 года транслировался телесериал «Свет твоей любви».
- С 13 марта по 21 апреля 2017 года транслировался телесериал «Цвета страсти».

- С 7 октября 2013 по 13 июля 2018 года транслировался телесериал «Дикий ангел». (Аргентина)
- С 31 марта по 26 сентября 2014 года транслировался телесериал «Ты — моя жизнь». (Аргентина)
- С 14 июля 2014 по 3 января 2024 года транслировался телесериал «Клон». (Бразилия)
- Со 2 по 12 декабря 2014 года транслировался телесериал «Только ты». (Аргентина)
- С 12 января по 27 февраля 2015 года транслировался телесериал «Мятежный дух». (Аргентина)
- С 3 февраля 2015 по 26 апреля 2024 года транслировался телесериал «Семейные узы». (Бразилия)
- С 1 июня по 7 сентября 2015 года транслировался телесериал «Во имя любви». (Бразилия)
- С 7 сентября 2015 по 11 января 2016 года транслировался телесериал «Проспект Бразилии». (Бразилия)
- С 11 по 29 января 2016 года транслировался телесериал «Голос сердца». (Бразилия)
- С 10 апреля по 1 сентября 2017 года транслировался телесериал «Моя вторая мама». (Мексика)
- С 19 июня по 10 ноября 2017 года транслировался телесериал «Цветок Карибского моря». (Бразилия)
- С 31 июля 2017 по 22 февраля 2019 года транслировался телесериал «Секрет тропиканки». (Бразилия)
- С 7 по 23 ноября 2017 года транслировался телесериал «Нежный яд». (Бразилия)
- С 5 по 27 февраля 2018 года транслировался телесериал «Спаси меня, Святой Георгий». (Бразилия)
- С 11 февраля по 21 августа 2019 года транслировался телесериал «Тропиканка». (Бразилия)
- С 28 октября по 29 ноября 2019 года транслировался телесериал «Дороги Индии». (Бразилия)

- С 10 мая по 10 июня 2016 года транслировался телесериал «Вишнёвый сезон».
- С 23 февраля по 6 ноября 2017 года транслировался телесериал «Королёк — птичка певчая».
- С 7 февраля 2022 по 9 мая 2025 года транслировался телесериал «Чёрная любовь».
- С 3 октября 2022 по 2 сентября 2024 года транслировался телесериал «Неверный».
- С 24 июля 2023 по 11 июля 2025 года транслировался телесериал «Моя дочь».
- С 26 февраля 2024 года по настоящее время транслировался телесериал «Семья».
- С 12 августа по 9 декабря 2024 года транслировался телесериал «Запретный плод».

- С 17 сентября 2012 по 4 сентября 2015 года транслировался телесериал «Кто в доме хозяин?». (повтор с СТС)
- С 17 сентября по 25 октября 2012 года транслировался телесериал «Школа». (повтор с Первого канала)
- С 1 октября по 26 ноября 2012 года транслировался телесериал «Игрушки». (повтор с СТС)
- С 15 октября по 16 ноября 2012 года транслировался телесериал «Бар „Дак”».
- С 7 апреля по 23 мая 2014 года транслировался телесериал «Бедная Настя». (повтор с СТС)
- С 14 апреля по 30 июля 2014 года транслировался телесериал «Корабль». (повтор с СТС)
- С 26 мая по 6 июня 2014 года транслировался телесериал «Девочки поймут».
- С 4 ноября 2014 по 9 мая 2018 года транслировался телесериал «Сердца трёх». (повтор с 1-го канала Останкино)
- С 21 сентября по 16 октября 2015 года транслировался телесериал «Окрылённые».
- С 1 по 20 февраля 2016 года транслировался телесериал «Жаркий лёд». (повтор с Первого канала)
- 5 марта 2016 года транслировался телесериал «Дневник Луизы Ложкиной».
- С 14 августа по 22 сентября 2017 года транслировался телесериал «Центральная больница».
- С 30 октября по 1 декабря 2017 года транслировался телесериал «Дворняжка Ляля».
- 21 и 22 января 2018 года транслировался телесериал «Белая ворона». (повтор с телеканала «Россия-1»)
- 21 и 22 января 2018 года транслировался телесериал «Цветы от Лизы». (повтор с телеканала «Россия-1»)
- 28 и 29 января 2018 года транслировался телесериал «Русская наследница». (повтор с телеканала «Россия-1»)
- 4 и 5 февраля 2018 года транслировался телесериал «Женщина-зима». (повтор с телеканала «ТВ Центр»)
- 4 и 5 февраля 2018 года транслировался телесериал «Первая попытка». (повтор с телеканала «Домашний»)
- 11 февраля 2018 года транслировался телесериал «Буду верной женой». (повтор с телеканала «Россия-1»)
- 25 февраля 2018 года транслировался телесериал «В полдень на пристани». (повтор с телеканала «Россия-1»)
- 4 марта 2018 года транслировался телесериал «Проездной билет». (повтор с телеканала «Россия-1»)
- 8 марта 2018 года транслировался телесериал «Цвет пламени». (повтор с телеканала «Россия-1»)
- 8 и 11 марта 2018 года транслировался телесериал «Солнечное затмение». (повтор с телеканала «Россия-1»)
- С 14 июля по 1 августа 2025 года транслировался телесериал «Тайная жизнь». (ранее на СТС)

## Мультсериалы и мультфильмы
- С 28 сентября 2012 по 20 сентября 2013 года — «Бернард». (Испания)
- С 6 октября 2012 по 26 октября 2013 года — «Леон». (Франция)
- С 1 июня 2013 по 23 февраля 2014 года — «Суперзвери». (Великобритания)

- С 4 ноября 2022 по настоящее время — «Маша и Медведь».
- С 1 апреля по 26 ноября 2023 года — «Малышарики».
- С 10 июня по 6 августа 2023 года — «ДиноСити».
- С 12 по 27 августа 2023 года — «Смешарики».

С сентября 2012 по март 2014 года телеканал транслировал мультфильмы производства студии «Союзмультфильм».
- С 9 октября 2012 по 14 апреля 2013 года — «Крутые гонки». (Канада)
- С 28 сентября 2013 по 31 июля 2015 года — «Губка Боб Квадратные Штаны».
- С 23 марта 2014 по 10 июля 2015 года — «Котопёс».

## Ведущие
- Антон Альхимович
- Иван Альховский
- Сергей Ашарин
- Марк Бартон
- Василиса Бейл
- Анатолий Бордиян
- Ксения Бородина
- Григорий Верник
- Игорь Верник
- Вера Водопьянова
- Татьяна Волкова
- Наталья Воротникова
- Валерия Гай Германика
- Максим Голополосов
- Катя Гордон
- Игорь Гуляев
- Стас Давыдов
- Оля Данка
- Эльдар Джарахов
- Вячеслав Дрейгер
- Мирза Дурускари
- Данила Дунаев
- Анастасия Ивлеева
- Влад Кадони
- Юлия Ковальчук
- Антон Комолов
- Денис Косяков
- Кадрия Крик
- Елена Кулецкая
- Антон Лаврентьев
- Тутта Ларсен
- Лена Ленц
- Виктор Логинов
- Виктория Лопырёва
- Владимир Макаров
- Сергей Малаховский
- Маша Малиновская
- Давид Манукян
- Вячеслав Манучаров
- Анастасия Матвеенко
- Андрей Мерзликин
- Екатерина Милушина
- Натали Неведрова
- Николай Овечкин
- Екатерина Одинцова
- Ольга Орлова
- Андрей Пифф
- Михаил Полицеймако
- Жанна Пушкина
- Дарья Сагалова
- Настасья Самбурская
- Илья Соболев
- Тимур Соловьёв
- Наталья Стефаненко
- Владимир Строжук
- Ксения Сухинова
- Олег Сус
- Михаил Сушков
- Глафира Тарханова
- Андрей Черкасов
- Анфиса Чехова
- Александра Чугунова
- Алексей Чумаков
- Артём Шалимов
- Валерий Шевелёв
- Ирина Шейк
- Сергей Шубенков
- Рут Эликан

## Критика
За все годы существования телеканала отдельные телепроекты становились объектом критики как со стороны телезрителей, так и даже депутатов Госдумы. Также негативную реакцию со стороны телезрителей вызывало и неожиданное снятие с эфира зарубежных сериалов после показа в эфире определённого количества серий.

### Снятие с эфира сериалов
В конце февраля 2018 года телеканал «Ю» снял с эфира бразильскую теленовеллу «Спаси меня, Святой Георгий» после показа 36 серий из-за низких рейтингов, что вызвало резко негативную реакцию со стороны телезрителей в соцсетях телеканала.

### Беременна в 16
Российская версия реалити-шоу «Беременна в 16», выходящая с 2019 года (с 2024 года под названием «Мама в 16»), нередко подвергается критике со стороны телезрителей и обозревателей из-за пропаганды ранней беременности, неправдоподобности сюжетов. В апреле 2025 года зампред комитета Совета Федерации по социальной политике Юлия Лазуткина высказала своё мнение о необходимости запретить трансляцию телешоу «Беременна в 16» и обратила внимание на «нормализацию подростковой беременности», а депутат Госдумы Татьяна Буцкая в интервью ТАСС заявила, что пропаганда ранней беременности – это не те ориентиры, которые нужно давать детям.

### Грешницы на перевоспитании
В октябре 2023 года реалити-шоу «Грешницы на перевоспитании» о перевоспитании эскортниц в монастыре, запущенное в сентябре 2023 года, в ходе которого участницам предстояло в течение 20 дней жить и работать по монастырскому распорядку, переосмысливая свою жизнь, вызвало негативгую реакцию со стороны Русской православной церкви – в РПЦ выразили сожаление, что создатели программы не обратились в Русскую Церковь за советом. Также источник РПЦ утверждает, что «Грешницы на перевоспитании» снимали не в России, а монастырь, где проходили съёмки реалити-шоу, на самом деле оказался сербским отелем Kaštel Ečka с бассейнами и джакузи.
«Мы изучаем вышедшие уже серии в рамках этого шоу, по итогам изучения сформируем свою позицию. Разговор о покаянии в формате телешоу — очень сложная история, требующая профессионализма и глубоких знаний. Самое плохое, что можно сделать, — это встроить подобное шоу в известный ряд реалити-шоу от кулинарных до политических. На первое — как приготовить суп, на второе — как раскаяться в монастыре. Вместе с тем есть и удачные шоу такого рода, например, «12» на телеканале СПАС, которое посвящено преодолению алкоголизма. Очень жаль, что создатели не обратились в Русскую Церковь за советом. Мы всегда поддерживаем попытки говорить о христианском покаянии в новых творческих форматах, но без соработничества, обмена опытом — подобные эксперименты легко превратить в фарс и пародию», — сказал источник в РПЦ.
Зампредседателя комитета Госдумы по культуре Елена Драпеко допустила закрытие реалити-шоу «Грешницы на перевоспитании» в случае, если люди начнут писать обращения с просьбой прекратить показ. Поводом для её комментария стали неоднозначные отзывы зрителей после выходы первых выпусков телепроекта. После «анализа обратной связи телезрителей» телеканал Ю принял решение снять с эфира и закрыть реалити-шоу «Грешницы на перевоспитании», удалив с сайта все эпизоды, которые к тому моменту успели выйти в эфир. Участница реалити-шоу «Грешницы на перевоспитании» из Нижнего Новгорода Анастасия Кукаева в эксклюзивном интервью изданию NewsNN сообщила о том, что реалити-шоу является продакшном Украины и снимали в Сербии, а история о якобы её занятии эскортом была якобы выдумана продюсерами для хайпа. Кукаева также добавила, что шоу закончилось тем, что главный режиссёр сделал ей предложение выйти замуж за него, однако её общение с женихом из съёмочной группы после проекта прекратилось. Из слов участницы следует, что девушки жили в отеле, который внутри продюсеры стилизовали под комнаты «послушниц», а монахини в кадре были ненастоящими — их роль исполняли актрисы.